# Throw a Spanner Into the Works
Throw a Spanner Into the Works är Section 8:s debut-EP, utgiven 1998 på Bridge of Compassion Records. Skivan utgavs på svart och blå 7"-vinyl samt på CD.

## Låtlista

### Sida A
1. "You Bought the Lie" – 2:00
2. "Fightstarter" – 0:38
3. "Once I Was a Punkrocker" – 0:49
4. "Get Into the Pit" – 0:53
5. "Together Again" – 1:14
6. "Powerdance" – 0:37

### Sida B
1. "Educate, Organize, Activate" – 1:37
2. "What's in the Bag for the Ones That Really Need" – 1:14
3. "Resistance" – 0:34
4. "Like Father Like Son" – 1:38
5. "S8" – 1:53